# Johanna av Frankrike (hertiginna av Bretagne)
Johanna av Frankrike, född den 24 januari 1391, död den 27 september 1433, var hertiginna av Bretagne, gift 1396 med hertig Johan VI av Bretagne. Hon var dotter till kung Karl VI av Frankrike och Isabella av Bayern. Hon var regent när maken befann sig i fångenskap 1420.

## Biografi
Johanna föddes i Melun den 24 januari 1391. Vid tre års ålder var hon förlovad med greven av Montfort, arvtagare till hertigdömet av Bretagne. Äktenskapskontraktet, som redovisas i Mémoires pour servir de preuves à l'Histoire ecclésiastique et civil de Bretagne, Tome II, är daterat 1392. Äktenskapet firades två gånger, det första 1396, och sedan 1397, eftersom det i den första påvliga dispensen inte stod skrivet att makarna var minderåriga. Den andra vigseln, den officiella, firades på Louvren i Paris den 30 juli 1397. 
Hennes make blev hertig av Bretagne när hennes svärfar avled 1399. Johanna var då vara åtta år, hennes make var tio år gammal. Maken ställdes under beskydd av sin svärfar, Johannas far kungen av Frankrike, medan Bretagne styrdes av hans mor fram till 1402, då hon gifte om sig med kungen av England. Johanna fick sju barn under sitt äktenskap mellan 1409 och 1420. 
Som person är hon mest känd för är mest känd för sitt agerande under kidnappningen av maken 1420. År 1420 blev maken inbjuden till fest i Châtonceaux av familjen de Penthièvre, ättlingar till Johanna av Penthièvre, som hade blivit avsatt som monark i Bretagne av Johan IV:s förfader 1365. Vid festen blev han tillfångatagen och flyttad från fängelse till fängelse medan familjen de Penthièvre påstod att han hade dött. Johanna kallade samman stöd från Bretagnes baroner och lät belägra alla familjen de Penthièvres borgar ett efter ett: till slut tillfångatog hon grevinnan av Penthièvre, Marguerite de Clisson, och tvingade henne att överlämna maken.

## Galleri

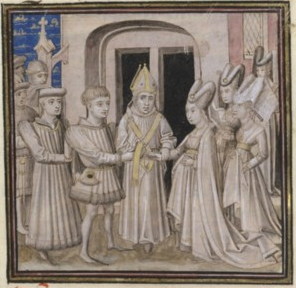
Vigseln mellan Johanna av Frankrike och Johan IV av Bretagne